# Šrotenturn
Grad ali graščina Šrotenturn (Schrottenturn, Detelova graščina) zgrajen v drugi polovici 16. stoletja leži na ravnici pod pobočjem Šmarjetne gore, v neposredni bližini predromanske podružnične kapele sv. Petra, na robu naselja Stražišče - Kranj. Danes so v njem stanovanja.

## Zgodovina
Posest je bila sprva v lasti freisinških škofov, ki pa jim je bila že tako zgodaj odtujena, da jo ohranjeni srednjeveški urbarji sploh več ne omenjajo. V urbarju iz leta 1423 je lastnik posesti družina Peisser, ki so bili oskrbniki na loškem stolpu, katero 1499 nasledi sorodnik Mihael Froesach. V 16. stoletju so jo imeli v posesti gospodje Schrotti, ki so po Valvasorju prezidali stari dvor - graščino ali jo celo pozidali na novo v izrazito stanovanjsko graščino. Graščina je po njih dobila tudi svoje ime. Ljudsko ime "Šempetrski grad" pa je dobila tudi po bližnji grajski kapeli sv. Petra.  Leta 1574 nastopa prvi znani lastnik graščine Krištof Teuffenpacher, ki je takrat prodal posest Filipu pl. Sigesdorfu. Dediči slednjega so posest z graščino posedovali do leta 1647 (Leonhard pl. Sigesdorf v letih 1619−1628; Janez Baltazar pl. Sigesdorf do 1644), ko jo je pridobil Janez pl.Pučar, poročen z Dorotejo Sidonijo roj. Sigesdorf. Ko se je ta po Janezovi smrti leta 1650 v drugič poročila, je posest prinesla Mihaelu Dienstmannu. Njuna hči Sidonija je s poroko 1679 posest prinesla Janezu Žigi Topperzerju. Gospostvo je podedoval njun sin Janez Joahim, ki je umrl leta 1757 brez otrok. Gospostvo je podedovala njegova sestra Doroteja Sidonija pl. Garzarolli, ki ga je izročila sinu Antonu Jožefu. Ta je posest v oporoki prepustil svoji ženi Mariji Jožefi roj. Pagliaruzzi. Ta je leta 1807 posest izročila svojemu zetu Jožefu pl. Vest-u, ki je bil upokojeni oficir in profesor agronomije. Rodbina Vest-ov je ostala lastnik graščine in gospostva do leta 1902. Tega leta je poročnik linijske ladje Viktor pl. Vest posestvo prodal tajniku deželne vlade in vodji okrajnega glavarstva v Logatcu Otonu pl. Deteli, po kateremu je graščina za nekaj časa dobila tudi svoje ime kot "Detelova graščina".

## Opis stavbno zgodovinskih značilnosti
Enonadstropni, nepodkleteni, že hudo zapuščen dvorec je pozidan na ključastem tlorisu. Na severni strani drži vanj polkrožno sklenjen, rustikalno oblikovan portal z ovalno zavitim čelom iz perašickega groha s heraldičnim, že hudo zabrisanim sklepnikom rodovine Topperzer - Garzarolli v temenu nad katerim je vzidana heraldična plošča (kopija) rodbine Sigesdorf z letnico 1574.